# Lajos Maszlay
Lajos Maszlay (ur. 2 października 1903 w Budapeszcie, zm. 1 grudnia 1979 tamże) – węgierski florecista i szablista, dwukrotny medalista olimpijski i wielokrotny medalista mistrzostw świata.
Początkowo uprawiał kilka sportów: lekkoatletykę, pływanie, tenis, narciarstwo i szermierkę. Jako uczeń Akademii Wojskowej Cesarzowej Ludwiki skupił się na szermierce. Po ukończeniu Akademii otrzymał przydział w stopniu porucznika piechoty w 3 batalionie rowerowym w Ostrzyhomiu (1926), awansowany na kapitana (1937). W czasie II wojny światowej kapitan 52. Batalionu Karabinów Przeciwpancernych (1941–1942), awansowany do stopnia majora (1942) i podpułkownika (1944–1945).
Na igrzyskach olimpijskich w Berlinie w 1936 roku był siódmy we florecie drużynowym, a w zawodach indywidualnych odpadł w ćwierćfinałach. Po zakończeniu II wojny światowej wystartował na igrzyskach olimpijskich w Londynie w 1948 roku, gdzie wywalczył indywidualnie brązowy medal. W rundzie finałowej wygrał cztery z siedmiu pojedynków i uplasował się za Francuzami: Jéhanem de Buhanem i Christianem d’Oriolą. W zawodach drużynowych był piąty. Brał też udział w igrzyskach olimpijskich w Helsinkach w 1952 roku, gdzie Węgrzy w składzie: Endre Tilli, Aladár Gerevich, Endre Palócz, Lajos Maszlay, Tibor Berczelly i József Sákovics zdobyli brązowy medal. W rywalizacji indywidualnej tym razem dotarł do półfinałów.
Podczas mistrzostw świata w Budapeszcie w 1933 roku wywalczył złoty medal w szabli drużynowej i brązowy we florecie drużynowym. Wyniki te powtórzył na mistrzostwach świata w Lozannie (1935). Ponadto zdobył złoty medal w szabli drużynowej na mistrzostwach świata w Paryżu (1937) oraz brązowy we florecie drużynowym na mistrzostwach świata w Brukseli (1953).
W latach 1931–1951 zdobył 24 drużynowe mistrzostwa Węgier, a w latach 1931–1953 reprezentował kraj we wszystkich trzech broniach.
Po zakończeniu kariery był działaczem sportowym, od 1945 był szefem Wydziału Szkolenia Sportowego podporządkowanego Ministerstwu Obrony. Był też członkiem zarządu klubu MTK Csepel oraz członkiem Węgierskiego Związku Szermierki.